# Округ Жидачов
Округ Жидачов (нем. Bezirk Żydaczów, Жидачовский уезд, пол. Powiat żydaczowski) — административная единица коронной земли Королевства Галиции и Лодомерии в составе Австро-Венгрии, существовавшая в 1867—1918 годах. Административный центр — Жидачов.
Площадь округа в 1879 году составляла 10,2074 квадратных миль (587,33 км2), а население 58 234 человек. Округ насчитывал поселений, организованные в кадастровых муниципалитета. На территории округа действовало 2 районных суда — в Николаеве и Журавне.
После Первой мировой войны округ вместе со всей Галицией отошёл к Польше.